# 脇浜海岸通
脇浜海岸通（わきのはまかいがんどおり）は、兵庫県神戸市中央区の町名の一つで、区の南東部、東部新都心・HAT神戸の西の部分にあたり、東を灘区と接し、南は海に臨む商業・住宅地域である。一～四丁目と丁目のない区域とがある。
かつては神戸製鋼所や川崎製鉄の大工場がある臨海部の工業地だったが、阪神・淡路大震災以降の再開発で変貌を遂げ、マンションや商業施設、公的機関が街並みを占めるようになった。

## 地理

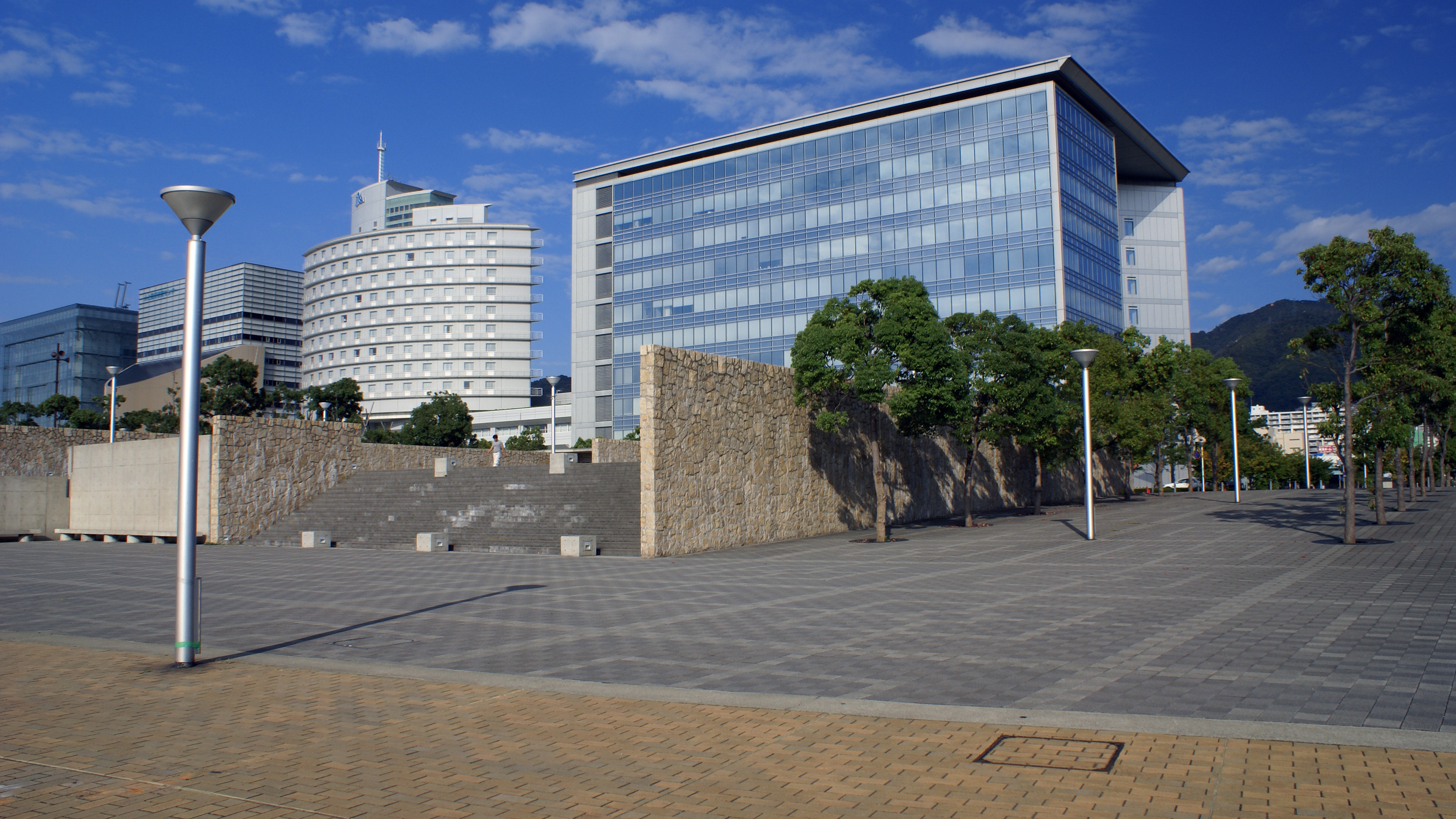
手前（右側）より国際健康開発センタービル（WHO健康開発総合研究センター）、独立行政法人国際協力機構関西国際センター、人と防災未来センター（東館・西館）

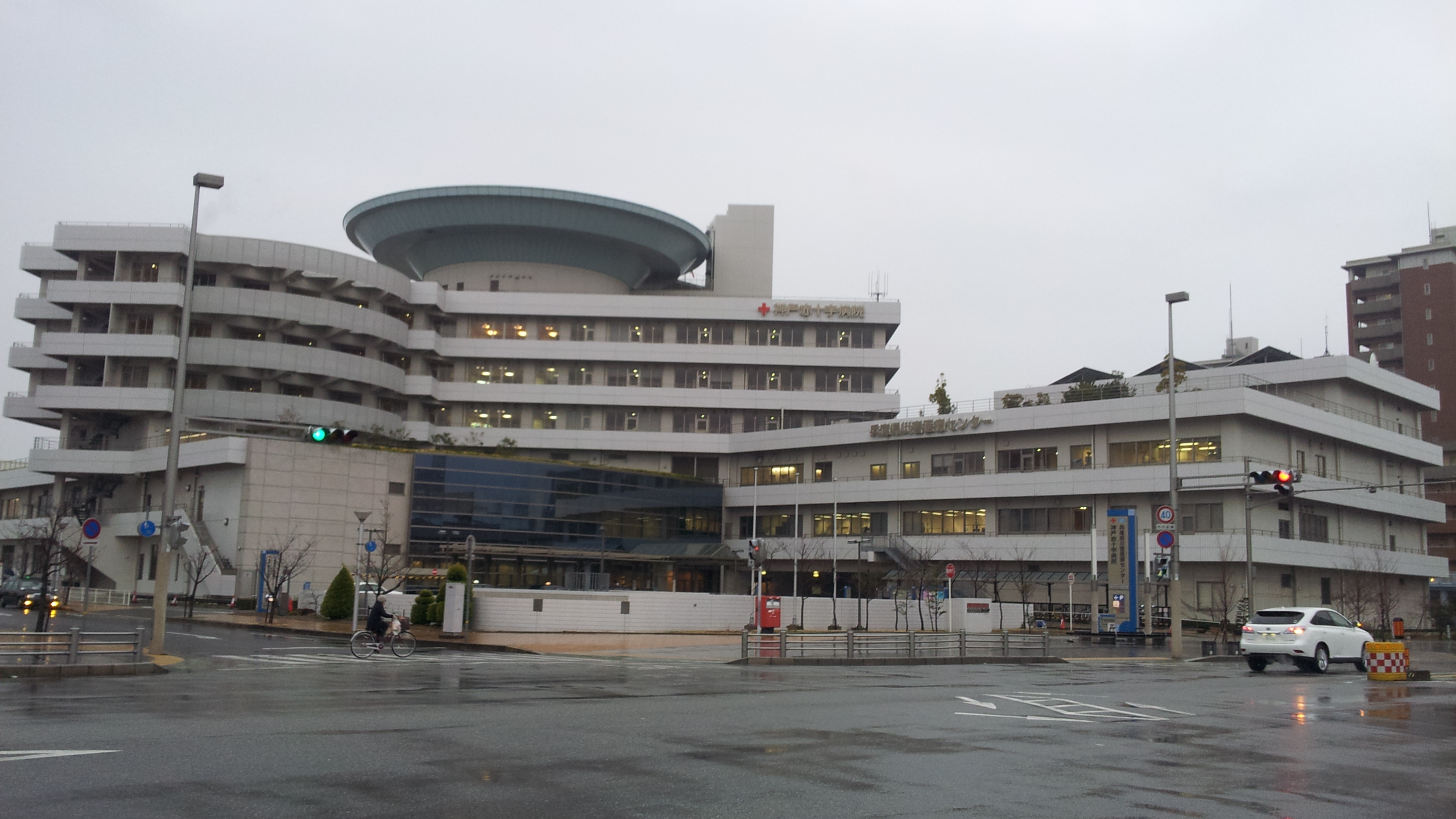
神戸赤十字病院・兵庫県災害医療センター

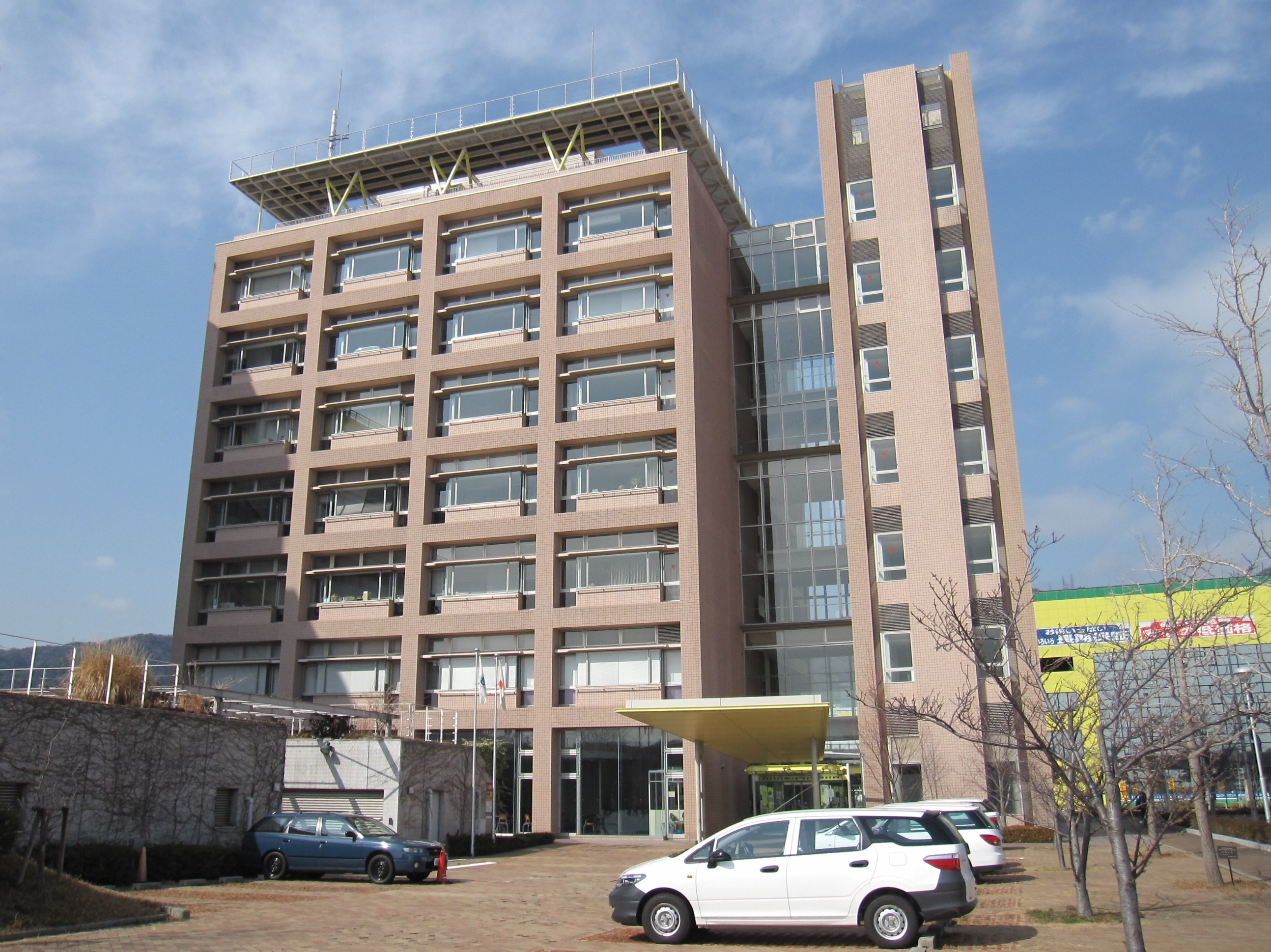
神戸防災合同庁舎。この建物内には神戸地方気象台、防衛省近畿中部防衛局調達部装備課、航空自衛隊第2補給処調達部調達管課神戸調達処理班、自衛隊兵庫地方協力本部、動物検疫所神戸支所といった機関が含まれている。

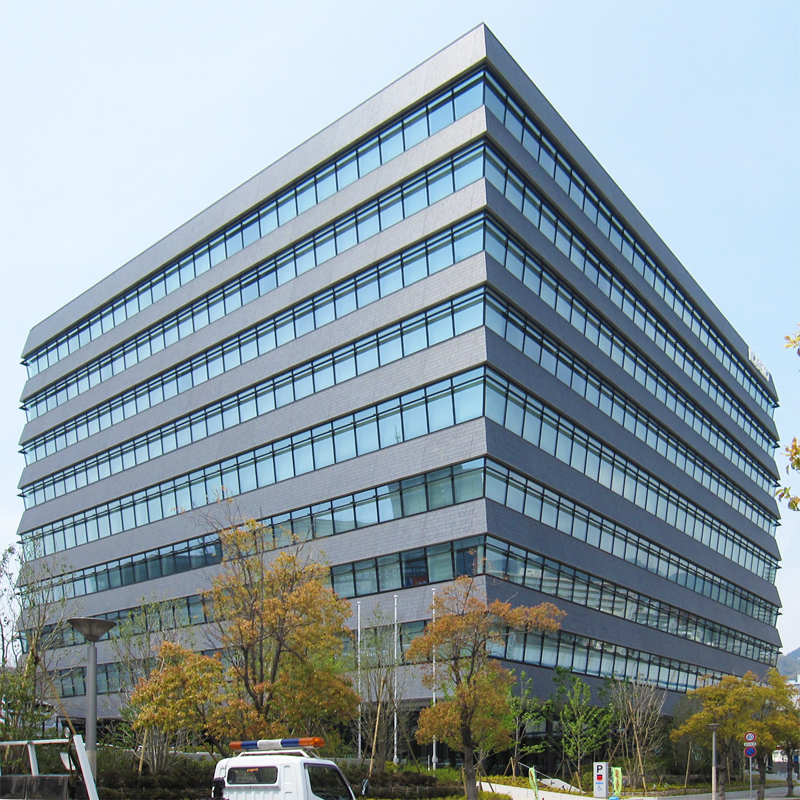
神戸製鋼所本社ビル

脇浜海岸通は中央区臨海部の最東端、東北東－西南西方向に長い形をした領域で、東は灘区の摩耶海岸通、北東は灘区の岩屋南町、北は脇浜町、北西は南本町通、西は真砂通、南西から南は生田川や神戸港の海を挟んで小野浜町と隣接する。東部新都心・HAT神戸の一部分を構成し、東部（一～二丁目）は主に各種施設・機関の立ち並ぶ業務・研究用地、西部（三～四丁目）は主にHAT神戸・脇の浜などのマンション群の立ち並ぶ住居用地となっている。
用途地域としては、東端と西部に第一種住居地域、北東端と北西部に準工業地域があり、中央部北寄りは商業地域、東部の海沿いは近隣商業地域に指定されている。
脇浜海岸通には一～四丁目と丁目の設定がない部分とが共存していて、どちらもが住居表示実施済みとなっている。
北端を北東から南西へ阪神高速道路3号神戸線が高架で走っており、唯一これよりも北側に突出した狭い区域には丁目の設定がされず町名の下に直接街区符号が付されている。丁目のある部分は南東部が一丁目、北東部が二丁目、北西部が三丁目、南西部が四丁目となっている。
主な施設としては、一丁目に県立美術館「芸術の館」、国際健康開発センタービル（WHO健康開発総合研究センター（WHO神戸センター）、ひょうご国際プラザ）、独立行政法人国際協力機構関西国際センター、神戸防災共同庁舎（神戸地方気象台、動物検疫所神戸市支所、近畿地方整備局神戸営繕事務所）、赤十字血液センター、神戸赤十字病院、兵庫県災害医療センター、なぎさ公園、ハーバーウォーク（港湾緑地）が、
二丁目には神戸市立渚中学校、神戸市立なぎさ小学校、なぎさ学童保育コーナー、神戸製鋼所本社ビル、ブルメールHAT神戸（ショッピングセンター）が、
三丁目には脇の浜地域福祉センターが、
四丁目には脇浜海岸公園がある。また、一～二丁目を暗渠の西谷川が流れている。

## 歴史

### 町域の変遷
脇浜町一～三丁目の地先の埋立地を合わせて、当時の国道2号以南に脇浜海岸通という町名が成立したのは大正10年（1921年）のことである。
当初は神戸市の町名であり、区が設置された昭和6年（1931年）からは神戸市葺合区に属し、葺合区が生田区と合併した昭和55年（1980年）からは神戸市中央区の町名となっている。
領域の変遷を見ると、昭和3年（1928年）には埋立地6万2783m2を、昭和47年（1972年）と昭和49年（1974年）には公有水面埋立地を、昭和47年（1973年）には脇浜町一～三丁目・真砂通一～二丁目・南本町通一～六丁目の各一部を編入している。
当初は丁目に分かれてはいなかったが、1990年代後半以降、HAT神戸として再開発が進められた際に住居表示が実施され一～四丁目および、丁目のない部分とに分かれた。

### 沿革

#### 近代以前
「脇浜（わきのはま）」という地名の由来は敏馬神社のある敏馬浦・敏馬崎の脇の浜であることによるという。同地は江戸時代には脇浜村と呼ばれ、明治初期に葺合村の一部となり、その後神戸の一部となった。明治40年（1907年）には神戸港の臨港鉄道である神戸臨港線が開通した。

#### 臨海工業地へ
後に脇浜海岸通となる埋立地は複数の業者によって段階的に拡張されていったものである。まず明治41年（1908年）から神戸葺合港修築会社が、新生田川以東の真砂通二丁目～脇浜町三丁目地先の11万km2余りを埋め立てて葺合港と呼ばれる船溜を築造、2年後の明治43年（1910年）に完成させた。大正4年（1915年）には川崎造船所が、葺合港湾埋立地の東側、脇浜町三丁目地先の海面約5万7000m2を製板工場（後の川崎製鉄阪神製造所）の用地として埋め立てを始めた。同時に神戸製鋼所も、その東側、脇浜町二～三丁目地先の海面13万1000km2を脇浜工場の用地として埋め立てに着手。3年後の大正7年（1918年）、両社とも竣工して、操業を開始した。
大正10年（1921年）、脇浜町一～三丁目の地先の当時の国道2号以南の埋立地を合わせて脇浜海岸通が誕生した。
昭和元年（1926年）、日本エヤーブレーキ（後にナブコと改名）の本社と神戸工場が脇浜町一丁目から移転、同工場では鉄道車両用エアーブレーキ装置が製造されていた。
以前の脇浜海岸通はこのように大規模工場の存在する工場地帯であった。

#### 再開発
脇浜海岸通に広がっていた神戸製鋼所や川崎製鉄の巨大な工場の敷地は平成7年（1995年）に発生した阪神・淡路大震災以後、遊休地となり、一帯は震災復興のシンボルプロジェクトとして位置づけられた東部新都心「HAT神戸」としての再開発が進められることとなった。HAT神戸は平成8年（1996年）6月に着工、平成10年（1998年）3月に街びらきを行い、土地区画整理事業が進められて、この頃に脇浜海岸通の一～四丁目が分けられた。
平成10年（1998年）にはナブコ神戸工場が、平成13年（2001年）にはナブコ本社及び本社事務所も西区へそれぞれ移転。また、かつて工場や神戸港を結んでいた神戸臨港線も平成15年（2003年）に廃線となり、跡地は灘駅周辺とHAT神戸とを結ぶ遊歩道「市道臨港線」に転用された。
再開発によって町内の風景は一変。県営・市営・UR都市機構の計18棟からなる3千人近くの暮らす災害復興住宅団地「HAT神戸・脇の浜」や海沿いの分譲マンション「神戸海岸通ハーバーフラッツ」などの高層住宅が三～四丁目に林立するようになった。入居者の児童のために平成10年（1998年）には神戸市立渚中学校が、平成12年（2000年）には神戸市立なぎさ小学校が開校した。一～二丁目は業務・研究用地として開発され、平成13年（2005年）開業のショッピングセンター「ブルメールHAT神戸」などの商業施設の他、平成10年（1998年）にWHO健康開発総合研究センター、平成13年（2001年）にJICA国際兵庫センター（現・JICA関西国際センター）、平成14年（2002年）に人と防災未来センター、平成15年（2003年）に神戸赤十字病院・兵庫県災害医療センター、神戸防災合同庁舎、日赤兵庫県支部・血液センター合同庁舎、平成16年（2004年）に兵庫県こころのケアセンター、平成24年（2012年）に兵庫県立美術館と公的機関・施設が相次いで設けられた。平成25年（2013年）には神戸製鋼グループ13社・団体が入居する神戸製鋼所本社ビルが竣工した。
このようにして、新しいウォーターフロントの街並みがここに出現した。しかし入居から15年を経た復興住宅では超高齢化が問題となっており、HAT神戸・脇の浜全体の高齢者率は平成22年（2010年）時点で40%、1・2階に介護老人福祉施設が入る6番館に至っては85％に達している。

## 統計
- 平成22年（2010年）の世帯数2,713・人口5,658[1]。
- 昭和60年（1985年）の世帯数6・人口20[9]。
- 昭和25年（1950年）の世帯数1・人口1[14]。
- 昭和5年（1930年）の定住人口なし[14]。